# Archaeopteryx
Az Archaeopteryx (ógörög ἀρχαῖος [arkhaiosz, „ősi”] és πτέρυξ [pterüksz, „toll” vagy „szárny”] összetétele) az eddig ismert legkorábbi és legprimitívebb madár. Német neve, amely az angolszász országokban is elterjedt, Urvogel, vagyis „ősi madár”. Az Archaeopteryxnek voltak szárnyai és tollai, amelyek hasonlóvá tették a mai madarakhoz, ugyanakkor fogai voltak és olyan csontváza, amely még Theropoda dinoszaurusz ősei jellegzetességeit őrizték. Abban az időben, amikor az Archaeopteryx élt, Európa még trópusi éghajlatú szigetív volt, sekély, meleg tengerektől övezve.

## Leírása

Nyolc ismert Archaeopteryx egyed az emberi test léptékeihez hasonlítva

A jelenlegi uralkodó álláspont szerint az Archaeopteryx primitív madár volt, amely a jura kimmeridge-i és tithon korszakában élt, 146–151 millió évvel ezelőtt. Valamennyi ismert egyed fosszíliáját a mai Németország területén találták a solnhofeni litográf palában.
Tollaikról kevesebb az információ, mint egyéb részeikről, de struktúrájukban és formájukban már hasonlóak lehettek a mai madarak tollaihoz. Több, a mai madarakéhoz közelítő tulajdonságuk ellenére az Archaeopteryxek sok theropoda hüllőkre jellemző sajátossággal rendelkeztek. A madaraktól eltérően apró fogaik voltak és hosszú, csontos farkuk, mint a korukban élt dinoszauruszoknak. A farokcsigolyák összeforrásának és farkcsíkká alakulásának még nincs nyoma, azonban mind a 23 farokcsigolya csigolyanyúlványai rövidek, ellentétben a theropodákkal.
A vegyes tulajdonságok miatt sokan gondolják a dinoszauruszok és a madarak közti láncszemnek, vagy az első madárnak, amely a földi életmódot a repülésre váltotta. Az 1970-es években John Ostrom, Thomas Henry Huxley 1868-as megállapításait folytatva, a mellett érvelt, hogy a madarak a Theropoda dinoszauruszokból fejlődtek ki, és erre az Archaeopteryx kulcsfontosságú bizonyítékot nyújt: megőrzött számos, a madarakra is jellemző tulajdonságot, mint a villacsont, a tollak, szárnyak és részben visszafordítható első ujj, és számos dinoszaurusz és Theropoda tulajdonságot. Ilyenek a hosszan emelkedő bokacsont, az interdentális (fogak közötti) csontlemezek, az ischium (ülőcsont) nyílásrekesze (obturator) és a hosszú farokcsontképződmény (chevron). Ostrom arra jutott, hogy az Archaeopteryx különösen a Dromaeosauridae Theropoda családhoz hasonlított.
Méretben és külsőben a mai szarkára hasonlíthatott. Széles, lekerekített végű szárnyaik voltak és hosszú farkuk. Legfeljebb fél méteres hosszúságúra nőhettek. A tollak a mai madarak repüléshez használt tollára hasonlítanak és ennek alapján repülhettek és melegvérűek lehettek. Egyébként hüllőszerűek voltak, állkapcsukban éles fogakkal, hosszú csontos farokkal és három ujjal, amelyek meghajlott karomban végződtek. E keveredés miatt az Archaeopteryx az evolúcióról szóló vita egyik leggyakrabban felmerülő témájává vált. Sokan igazi hiányzó láncszemnek tekintették, mások viszont máig hamisítványnak tartják az előkerült kisszámú tollas fosszíliát. Már 1862-ben, amikor az első teljes példányt leírták (két évvel Charles Darwin A fajok eredete című művének publikálása után) óriási vita kezdődött az evolúcióról és a teremtésről, illetve az átmenet-fosszíliákról, és ez a vita ma is tart.
Még 1985-ben is volt, aki hamisítványnak tartotta az összes leletét. Fred Hoyle kritikájának hatására 1987-ben a British Museum az összes elérhető leletet felülvizsgálatnak vetette alá és ismételten megállapították eredetiségüket.

## Összehasonlítás
Az Archaeopteryx teljes keverékjellege a konkrét anatómiai adatok összehasonlításából derül ki leginkább.
| Theropodák jellemzői                    | Archaeopteryx jellemzői                | Madarak jellemzői           |
| --------------------------------------- | -------------------------------------- | --------------------------- |
| Hosszú farok nagy csigolyanyúlványokkal | Hosszú farok kis csigolyanyúlványokkal | Farkcsík                    |
| Hüllőmedence                            | Hüllőmedence                           | Madármedence                |
| Elkülönült lábközépcsontok              | Részben összeforrt lábközépcsontok     | Összeforrt lábközépcsontok  |
| Egyszerű bordák                         | Egyszerű bordák                        | Nyúlványos bordák           |
| Vállöv                                  | Villacsont                             | Villacsont                  |
| Hasi bordák                             | Hasi bordák                            | Szegycsont                  |
| Három ujjú mellső végtag                | Három szárnyujjú szárny                | Összeforrt ujjcsontú szárny |
| Három járóujjú láb                      | Három járóujjú láb                     | Három járóujjú láb          |
| Négyszögcsont                           | Négyszögcsont                          | Négyszögcsont               |
| Fogas állkapocs                         | Fogas, csőrszerű állkapocs             | Fog nélküli csőr            |
| Csupasz vagy tollas kültakaró           | Tollas kültakaró                       | Tollas kültakaró            |
| Sima élű felkarcsont                    | Sima élű felkarcsont                   | Bütykös felkarcsont         |

## Leletei
Az Archaeopteryxként azonosított tizenegy fosszília mindegyike a solnhofeni litográf palából ismert. A tollak létezésének legrégibb bizonyítékaival szolgál és a jura időszakból nem is került elő más bizonyíték. Az Archaeopteryxek bizonyos fejlett tulajdonságai arra engednek következtetni, hogy eredetük még mélyebbre nyúlik vissza az időben. Korábbi vélemény szerint mindegyik előkerült példány ugyanahhoz a fajhoz tartozott. Hosszú ideig két vagy fajról beszéltek, ám az A. siemensii és A. bavarica önállóságát ma már ismét megkérdőjelezik. Kína jura és kora kréta korú paláiból jó állapotú tollas dinoszauruszok ismertek, amelyek alapján a tollazat evolúciója és a madarak felé vezető evolúciós út egyre jobban ismert.
A fajmeghatározás azért nehéz, mert jelentős méretkülönbségek vannak a leletekben. A hüllők egész életükben növekednek, míg a madarak növekedése a felnőtt korban megáll. Az Archaeopteryx epifízisporcain nincs heg, ami a növekedés lezárultát mutatná. Ha hüllőszerű volt a növekedése, akkor minden bizonnyal minden lelet egy fajhoz tartozik, azonban ha madárszerűen növekedett, akkor a különböző méretű példányok mind felnőttek voltak és különböző fajokhoz tartoztak.

### Első: a „toll”

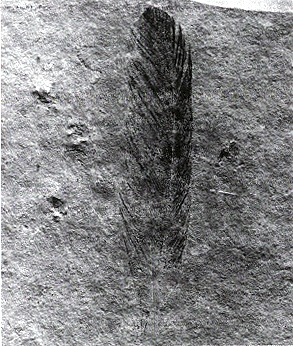
Az első toll-lelet

Első példánya, a Die Feder („a toll”) néven említett lelet egy evezőtoll maradványa, amelyet 1860-ban a solnhofeni palabányában találtak, majd 1861-ben Hermann von Meyer (1801-1869) frankfurti paleontológus írta le Archaeopteryx néven. Abban az időben negyedidőszaknál régebbi madárlelet egyáltalán nem volt még, így a jurából származó lelet nagy feltűnést keltett. A legelső madárleletnek tartották. Ma a Berlini Természettudományi Múzeumban és a Müncheni Őslénytani Múzeumban található a két darabja. Függetlenül attól, hogy a nem leírásának alapja, nem tekinthető típuspéldánynak.

### Második: londoni
A második példányt, a Londoner exemplart („londoni példány”) 1867-ben Eichstätt közelében találták. Ez volt az első közel teljes fosszília, az A. litographica faj típuspéldánya. Ernst Häberlein megvásárolta, majd 1881-ben, miután felfedezte a tollak lenyomatát, a berlini Humboldt Egyetemnek adta el. A British Museum természettudományi részlege hamarosan megvásárolta, mivel Richard Owen nem szívesen látta volna tudományos vizsgálatát és publikációját. A lelet hosszú időre egy raktár polcára került, leírása csak kis adagokban, hosszú idő alatt történt meg.
Az Archaeopteryx váza meglehetősen töredékes. Hasonló a testhelyzete a berlini példányéhoz, de a kisebb csontok elkülönülnek a toll-lenyomatoktól, ami arra utal, hogy már oszlófélben volt, amikor besodródott a solnhofeni lagúna vizébe. A farok tollazata ép, de a szárnyak evezőtollai két nagyobb csomóban álltak össze.

### Harmadik: berlini

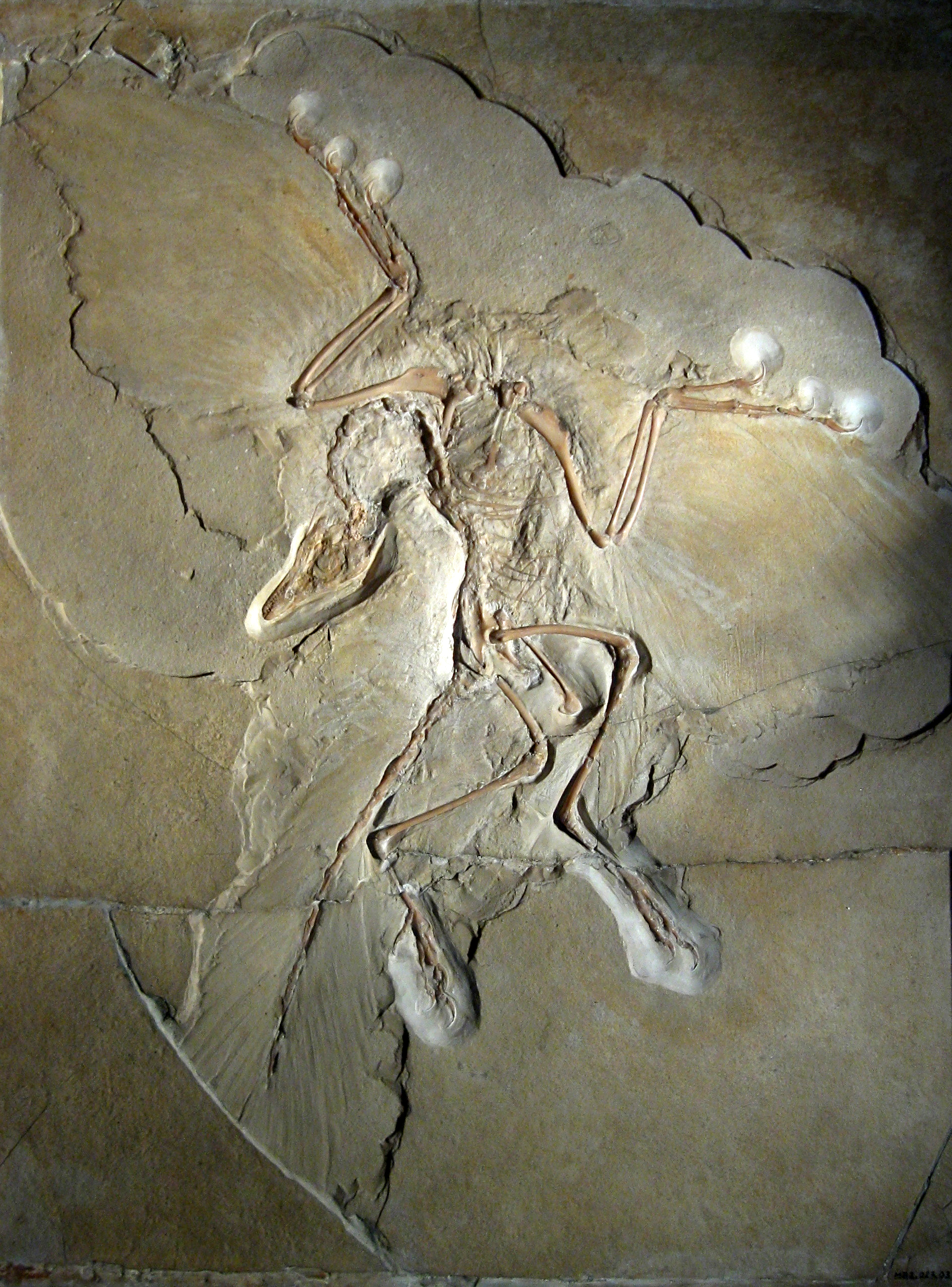
A berlini példány

A „berlini példányt” valamikor 1874 és 1876 között találták Eichstättban. Teljes testlenyomat, a tollak és a koponya jó állapotban maradt fenn, az egyik legszebb és legteljesebb darab az összes között. Tollai, szárny- és farokcsontjai madárszerűek, míg a koponya és a többi vázelem a hüllőkre emlékeztet. A lelet hosszú adásvételi sorozat után a Berlini Múzeumba került, ahol 2007 óta az állandó tárlaton kiállítják.
Az elpusztult állat a hullamerevség természetes állapotában maradt fenn, bomlásnak semmi nyoma. A legapróbb csontok is az anatómiailag kellő helyen vannak. Ez arra utal, hogy vagy közvetlenül a vízbe esett és ott megfulladt, vagy nem sokkal a halála után sodródott a vízbe. A tollazat épsége miatt a szárnytollak rendkívül részletes lenyomatai maradtak fenn, az ágsugarak is tanulmányozhatók. Mindkét szárnyon látható a három-három mozgatható, használható szárnyujj.

### Negyedik: maxbergi
A maxbergi példány 1956-ban ismét Solnhofenből került elő. Töredékes, a törzs és néhány toll-lenyomat alkotta, amelyről Florian Heller állapította meg, hogy Archaeopteryx maradványáról van szó. Felfedezője, Edward Opitsch megtartotta magának, de 1974-ig a Maxberg Múzeumban kiállították. Opitsch 1991-ben meghalt, a lelet azóta ismeretlen helyen van.
Az állat viszonylag hosszú bomlási folyamat és vízben sodródás után állapodott meg, mielőtt a mésziszap betemette. Feje és farka teljesen hiányzik. Szárnyai és lábai sem eredeti helyzetükben vannak, valószínűleg már csak az inak tartották össze őket.

### Ötödik: haarlemi
A haarlemi példány már 1855-től ismert, Riedenburgban találták, de a hollandiai Tylers Múzeum raktárában hevert majdnem egy évszázadig. 1857-ben repülő hüllőként sorolták be. Csak 1970-ben John Ostrom állapította meg, hogy Archaeopteryx volt. Hermann von Meyer eredetileg Pterodactylus crassipes fajként sorolta be, ezért John Ostrom – és még néhány más kutató – szerint az Archaeopteryx lithographica fajnevet valójában az A. crassipes fajnévre kellene cserélni. A töredék a Haarlem Tylers Múzeum birtokában van.
Nagyon töredékes lelet, csak a bal szárny néhány csontja, a medence egy darabja és néhány lábcsont alkotja. A térd körül néhány toll lenyomata is kivehető.

### Hatodik: eichstätti

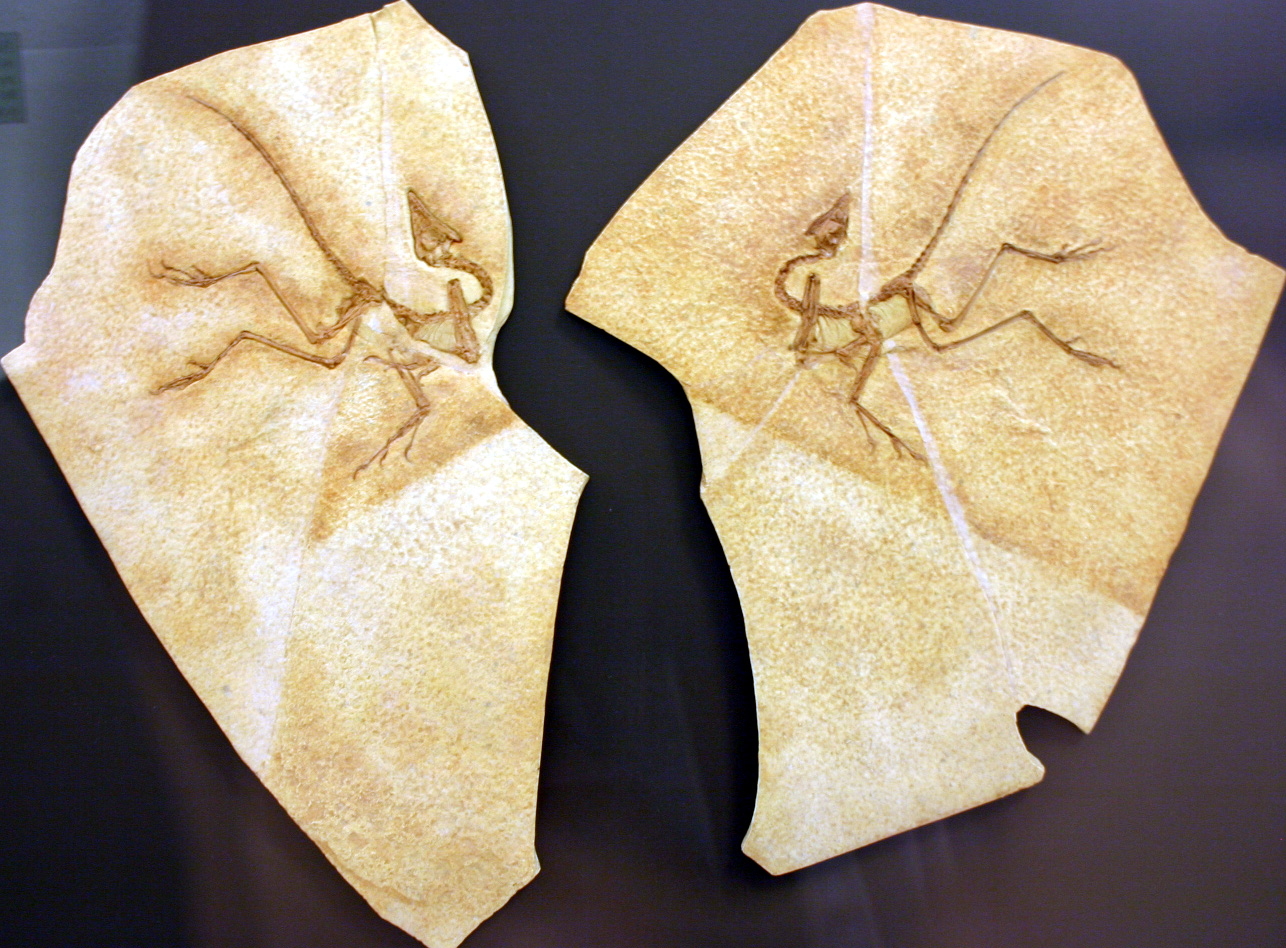
Az eichstädti példány

Az eichstätti példány 1951-ben Eichstättben került elő. Először Compsognathusként írták le, majd a Jurapteryx recurva nevet kapta, mivel tollazata szabad szemmel nem, illetve gyengén látható. 1970-ben Franz Mayr ismerte fel az Archaeopteryxet, amikor súrló fényben feltűntek a tollak halvány körvonalai. 1973-ban Peter Wellhofer írta le. Az eichstädti Jura Múzeum tulajdonában van.
A lelet nagyon jó állapotú, csaknem teljes. A többi Archaeopteryx egyednél kissé kisebb, talán fiatal példány lehetett. Ez az első olyan lelet, amelynél bizonyítani lehetett, hogy a négyszögcsont (os quadratum) úgy ízesül az agykoponyához, mint a mai madaraké. Az egyedfejlődés menetére vonatkozó következtetéseket is le lehet vonni belőle, mivel a lábközépcsont ennél a példánynál még nincs összeforrva, míg a többi ismert Archaeopteryx lábközépcsontjai összeforrtak. A teljes csontvázban nem látható villacsont, ami arra utal, hogy porcos volt és csak idősebb korban csontosodott el. Lábcsontjai arányában hosszabbak, mint az idősebb példányoké. Ezek a tulajdonságok arra mutatnak, hogy az Archaeopteryx csak felnőtt korában tanult meg repülni, fiatalon még inkább futott. Csontjainak madárszerű jellegei is inkább felnőtt korára alakultak ki.

### Hetedik: solnhofeni

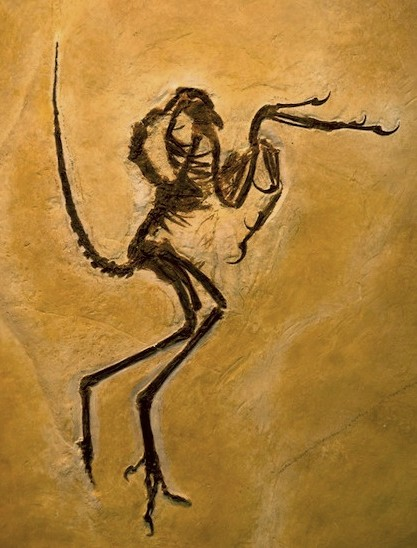
A solnhofeni példány

A solnhofeni példányt az 1960-as években fedezték fel török vendégmunkások Eichstätt közelében. Tényleges megtalálási körülményei ismeretlenek, tulajdonjoga is vitatott. Jelenleg a solnhofeni Müller Múzeumban van, Friedrich Müller solnhofeni polgármester gyűjteményében volt rendszerezés nélkül. Eredetileg ezt is Compsognathusnak gondolták, mivel tollai szabad szemmel nem láthatók. 1987-ben Günter Viohl azonosította, majd 1988-ban Peter Wellhofer írta le.
Hiányzik a koponya nagyobb része, lábai hosszúak és erősek, tollazata nem látható, csak tüzetes vizsgálatok után lehetett kijelenteni, hogy az alkarcsonthoz néhány toll is csatlakozik. Ezek a tollak a kontúrtollak csévéi, az ágak és ágsugarak nem láthatók. A csontok természetes helyzetűek. Ez a legnagyobb termetű példány, kétszer akkora, mint az eichstätti és jó 10%-kal nagyobb a londoninál.

### Nyolcadik: bavarica

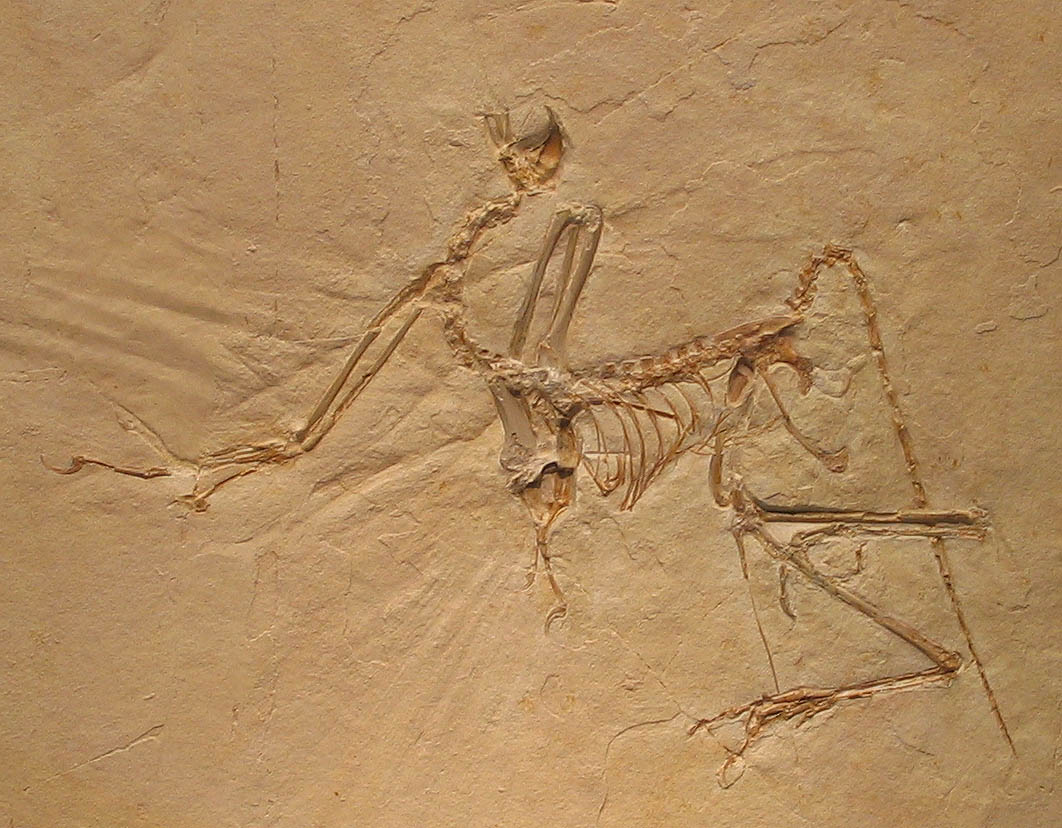
Az A. bavarica

A második solnhofeni példányt 1992-ben egy a „Solnhofen Club AG” társaság tulajdonában lévő palabányában találták. 1993-ban Peter Wellhofer Archaeopteryx bavarica néven új fajként írta le. A toll-lenyomatok nagyon jó állapotban maradtak fenn, a csontváz tanulmányozása sok új ismerethez vezetett. A szegycsont és a lábak szerkezete szintén jól látható. Számos részlete – koponya, állkapcsok, farok – a madarak evolúciójának új távlatait nyitotta meg.

### Kilencedik példány

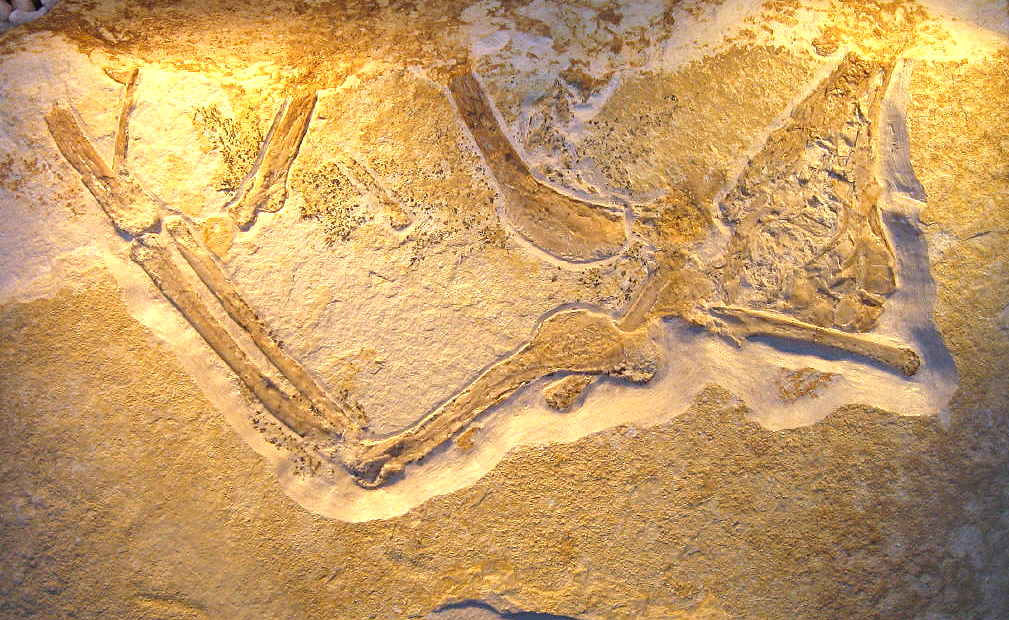
A kilencedik

A kilencedik példány nagyon töredékes. 1997-ben ismerték fel, hogy Archaeopteryx. Régóta tárolták, korábbi tulajdonosai, megtalálója ismeretlen. 2009-ben mutatták be először Münchenben.

### Tizedik példány
2004-ben egy további töredékes lelet került elő, amely még a solnhofeni Müller Múzeumban vizsgálatra vár.

### Tizenegyedik: thermopolisi

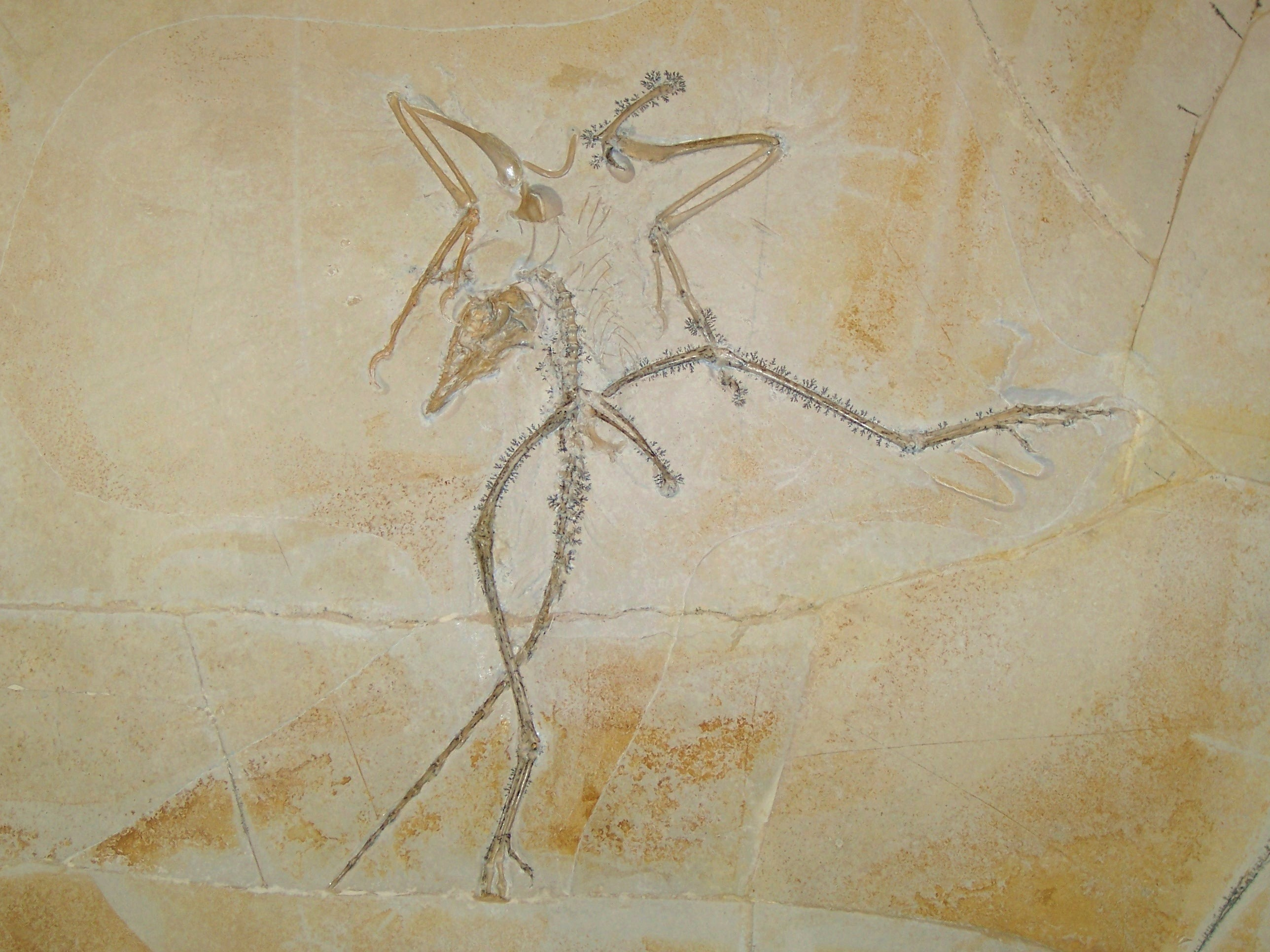
A thermopolisi példány

A thermopolisi példány 2005-ben tűnt fel a wyomingi Thermopolisban. Gerald Mayr még ebben az évben publikálta a Science folyóiratban. A 150 millió éves leletben az ősmadár tollazata az összes többi példánynál jobb állapotban maradt fenn, a lenyomatban a tollak legfinomabb szerkezete is tanulmányozható.

## Lásd még
- Dinoszaurusz–madár kapcsolat